# Жилино (Богородский городской округ)
Жи́лино — деревня в Богородском городском округе Московской области России, входит в состав сельского поселения Мамонтовское.

## Население
| 1852 | 1859 | 1926 | 2002 | 2006 | 2010 |
| ---- | ---- | ---- | ---- | ---- | ---- |
| 139  | ↘127 | ↗321 | ↘122 | ↘101 | ↗121 |

## География
Деревня Жилино расположена на северо-востоке Московской области, в северо-восточной части Богородского городского округа, примерно в 43 км к востоку от Московской кольцевой автодороги и 7 км к северо-востоку от центра города Ногинска, по левому берегу реки Загрёбки бассейна Клязьмы.
В 6 км к югу от деревни проходит Горьковское шоссе М7, в 6 км к западу — Московское малое кольцо А107, в 18 км к востоку — Московское большое кольцо А108. В 2,5 км к северо-востоку находится озеро Луково, в 1,5 км к югу — озеро Коверши. Ближайший населённый пункт — деревня Горки.
В деревне пять улиц — 1-я, 2-я и 3-я Заречные, Лесная и Прудовая.
Связана автобусным сообщением со станцией Ногинск Горьковского направления Московской железной дороги (маршруты № 24, 25, 36, 158).

## История
В середине XIX века относилась ко 2-му стану Богородского уезда Московской губернии и принадлежала князю Василию Васильевичу Долгорукову, в деревне было 19 дворов, крестьян 65 душ мужского пола и 74 души женского.
В «Списке населённых мест» 1862 года — владельческая деревня 2-го стана Богородского уезда Московской губернии по правую сторону Троицкого тракта (из Богородска в Сергиевскую Лавру), в 5 верстах от уездного города и 27 верстах от становой квартиры, при реке Загрёбке, с 21 двором и 127 жителями (57 мужчин, 70 женщин).
По данным на 1890 год — деревня Ямкинской волости 3-го стана Богородского уезда.
В 1913 году — 35 дворов.
По материалам Всесоюзной переписи населения 1926 года — центр Жилинского сельсовета Пригородной волости Богородского уезда в 3 км от Глуховского шоссе и 6,4 км от станции Богородск Нижегородской железной дороги, проживал 321 житель (157 мужчин, 164 женщины), насчитывалось 56 хозяйств, из которых 52 крестьянских, имелась школа 1-й ступени.
С 1929 года — населённый пункт Московской области.
Административно-территориальная принадлежность
1929—1930 гг. — деревня Жилино-Горского сельсовета Богородского района.
1930—1959 гг. — деревня Жилино-Горского сельсовета Ногинского района.
1959—1963, 1965—1994 гг. — деревня Мамонтовского сельсовета Ногинского района.
1963—1965 гг. — деревня Мамонтовского сельсовета Орехово-Зуевского укрупнённого сельского района.
1994—2006 гг. — деревня Мамонтовского сельского округа Ногинского района.
2006—2018 гг. — деревня сельского поселения Мамонтовское Ногинского муниципального района.
С 2018 года — деревня сельского поселения Мамонтовское Богородского городского округа.